# Divisionsrestmethode
Die Divisionsrestmethode (siehe auch Modulo) liefert eine Hashfunktion.
Die Funktion lautet:
{\displaystyle h(k)=k{\bmod {m}}}
{\displaystyle m} ist die Größe der Hashtabelle.

## Eigenschaften
1. Die Hash-Funktion kann sehr schnell berechnet werden
2. Die Wahl der Tabellengröße {\displaystyle m} beeinflusst die Kollisionswahrscheinlichkeit der Funktionswerte von {\displaystyle h}.

Für die meisten Eingabedaten ist zum Beispiel die Wahl einer Zweierpotenz für {\displaystyle m}, also {\displaystyle m=2^{i}}, ungeeignet, da dies der Extraktion der {\displaystyle i}-niedrigstwertigen Bits von {\displaystyle k} entspricht, so dass alle höherwertigen Bits bei der Hash-Berechnung ignoriert werden.
Für praxisrelevante Anwendungen liefert die Wahl einer Primzahl für {\displaystyle m}, welche keine Mersenne-Primzahl ist, eine geringe Anzahl von zu erwartenden Kollisionen bei vielen Eingabedatenverteilungen.

## Hashing von Zeichenketten
Zeichenketten können mit der Divisionsmethode gehasht werden, indem sie in ganze Zahlen zur Basis {\displaystyle b} umgewandelt werden, wobei {\displaystyle b} die Zeichensatzgröße bezeichnet.
Um Integer-Überläufe zu vermeiden, kann für die Berechnung des Hashwertes bei Schlüsseln das Horner-Schema angewendet werden. Das folgende Beispiel zeigt eine Berechnung eines Hashwertes für eine 7-Bit-ASCII-Zeichenkette {\displaystyle s}.
{\displaystyle k{\bmod {m}}=(\ldots (s_{1}\cdot 128+s_{2}){\bmod {m}})\cdot 128+s_{3}){\bmod {m}})\cdot 128+\ldots +s_{l-1}){\bmod {m}})\cdot 128+s_{l}){\bmod {m}}}
Somit kann als Zwischenergebnis maximal {\displaystyle \left(m-1\right)\cdot 128+127} auftreten.
Dargestellt in Pseudocode:
```
Parameter
: 
natürliche Zahlen
 i, h=0; 
Feld
 s
 for i = 0 to i < länge_von(s)
	h = (h * 128 + s[i]) mod m;

Ergebnis
: h.
```

Die Multiplikation mit 128 = 2^7 entspricht der Links-Bit-Shift-Operation << 7.